# Astor Piazzolla
Astor Pantaleón Piazzolla (n. 11 martie 1921, Mar del Plata, Buenos Aires, Argentina – d. 4 iulie 1992, Buenos Aires, Argentina) a fost un muzician argentinian, compozitor și virtuoz instrumentist la bandoneon A revoluționat muzica de tango, creând ceea ce s-a numit ,,Tango Nuevo" (,,Noul Tangou"), replică a tradiționalului tangou argentinian (tango argentino).

## Biografie și Operă
Astor Piazzolla s-a născut la 11 martie 1921 la Mar del Plata, port pescăresc pe coasta Atlanticului, care avea să devină în anii următori o vestită stațiune balneară. În 1924 familia se mută la New York, oraș unde, începând din 1929, va începe să cânte la bandonéon (asemănător acordeonului, creat de constructorul de instrumente muzicale german H. Band și devenit foarte popular în Argentina). În 1932 compune primul său tango, La catinga, și îl întâlnește pe compozitorul Carlos Gardel, care îi dă un mic rol în filmul său El dia que me quieras.

### Reîntoarcerea înArgentina
Reîntors în Mar del Plata în 1936, face parte din mici grupuri muzicale locale, dintre care unul adoptă stilul sextetului Vardaro, al cărui exponent, violonistul Elvino Vardaro, va continua și în viitor să cânte împreună cu Piazzolla. În 1938 sosește la Buenos Aires și intră în ansamblul celebrului interpret la bandonéon, Anibal Troilo. Piazzolla se dovedește și un bun pianist și ia contact cu stilul muzical avangardist al epocii. Spiritul inovator al lui Piazzolla se dezvoltă în mod real începând din anul 1944, când, după ce se desparte de Troilo, își formează propria orchestră cu care îl acompaniază pe popularul cântăreț Francisco Fiorentino. Împreună lansează 24 de titluri, printre care și cunoscute tangouri ca: Nos encontramos al pasar, Viejo ciego și Volvió una noche. În această perioadă înregistrează și primele sale două tangouri instrumentale, La chiflada și Color de rosa, compuse încă în stil tradițional. Până în 1948 lansează peste 30 de tangouri imprimate pe discuri, dintre care unele au deja valoare antologică: Taconeando, Tierra querida, La rayuela, Para lucirse sau Contratiempo. Piazzolla s-a dovedit a fi fost un compozitor genial în genul muzicii de tango, plin de originalitate și de inspirație neegalată. Compozițiile lui au intrat în repertoriul a importante orchestre din Argentina, ca Anibal Troilo, Osvaldo Fresedo și José Basso.

### Călătorie înFranța
La începutul anilor '50, Astor Piazzolla oscilează încă între bandonéon și pian, intenționează chiar să se dedice muzicii clasice. Cu aceste idei întreprinde o călătorie în Franța, cu o bursă a Conservatoriului din Paris. Cunoscuta muzicologă și pedagogă, Nadia Boulanger îl convinge să-și dezvolte capacitățile muzicale pornind de la ceea ce constuie adevărata sa chemare artistică, bandonéon-ul și muzica de tango. La Paris, în 1955, în compania lui Martial Solal la pian și a orchestrei de coarde a Operei din Paris, înregistrează o serie de tango-uri de mare succes, printre care Nonino (precursor al celebrului Adiós, Nonino!, un emoționant adio la moartea tatălui său) ; Marrón y azul ; Chau,Paris! ; Bandó.

### Din nou în Argentina

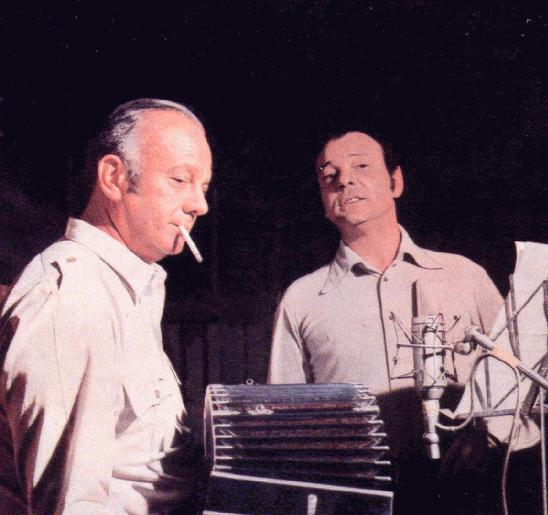
Astor Piazzolla și Horacio Ferrer în 1970.

Întors în Argentina, Piazzolla organizează o orchestră compusă din bandonéon și instrumente de coarde și un solist vocal, Jorge Sobral, cu care lansează noi tango-uri, ca ,,Tres minutos con la realidad", ,,Tango del ángel", ,,Melancólico Buenos Aires".
În 1958, Piazzolla se duce la New York unde încearcă, fără prea mult succes, crearea unui nou gen: Jazz-Tango. Pendulează între Buenos Aires și New York, dând nenumărate concerte, printre care, în 1965, neuitata apariție în Philarmonic Hall - New York, unde interpretează ,,Serie del Diabolo", ,,Serie del ángel" și ,,La mufa". În același an compune ,,Verano porteño", primul din tangourile care vor alcătui seria ,,Las Cuatro Estaciones" (,,Cele patru anotimpuri"). Pe libretul poetului Horacio Ferrer compune o scurtă operă, ,,Maria de Buenos Aires".
TANGO NUEVO
Fiind un admirator al jazz-ului american, Piazzolla a schimbat aproape complet muzica de tango, adăugându-i elemente din muzica de jazz și accente interpretative de muzică simfonică. Astfel, prin această combinație de genuri și stiluri muzicale a apărut Tango nuevo. În noul gen muzical, nu numai sonoritatea tangoului s-a modificat (chiar și față de interpretările mai noi, ,,netipice'') dar și alte elemente ale tangoului ,,clasic'' au fost schimbate: melodiile sunt cel mai des interpretate numai instrumental și au o durată mult mai mare (de cca.5-7 minute, ajungând la 10 min. și chiar peste această durată, unele dintre ele) ; totodată și structura instrumentală a formațiilor de Tango a fost schimbată, prin 1) reducerea tipurilor de instrumente folosite, a numărului acestora (de exemplu: bandoneonul, păstrat ca instrument, e folosit acum în 1-2 exemplare ; aceasta, de la mult mai multele bucăți folosite de orchestrele de tango ,,clasic'', cele ,,tipice'' și cele ulterioare acestora) și chiar prin 2) eliminarea completă a unor tipuri de instrumente (de exemplu, viorile). În schimb Piazzolla a introdus noi instrumente, necunoscute până atunci în formațiile de tango: chitara electrică și saxofonul. În acest fel, s-a ajuns ca o formație instrumentală de Tango nuevo să semene într-o oarecare măsură cu o formație de muzică clasică de cameră.
În anii '70 ai secolului XX, Piazzolla întreprinde mai multe turnee în Europa. Cu prilejul campionatului mondial de fotbal din 1976 (disputat în Argentina), compune și înregistrează o serie de piese dedicate acestui eveniment. Începând din anul 1979, Piazzolla colaborează cu o serie de cântăreți și instrumentiști de valoare, ca George Moustaki, Gerry Mulligan și Gary Burton, pentru care compune mai multe lucrări. Prezentarea în 1986 a compoziției sale, ,,Suite for vibraphone and new Tango Quintet", de către Gary Burton în cadrul festivalului de Jazz din Montreux îi aduce elogiile lui Keith Jarret și Chick Corea.
Astor Piazzolla a compus benzile sonore pentru mai mult de 50 de filme, printre care Sur (Sudul, 1988) în regia lui Fernando Solanas. În 1989, revista specializată în muzica de jazz, Down Beat, îl situează printre cei mai mari muzicieni ai lumii. Celebrul vioncelist Mstislav Rostropovici interpretează în 1990 la New Orleans piesa pentru violoncel și pian ,,Le Grand Tango", compusă de Piazzolla special pentru el.
Bolnav de inimă, Astor Piazzolla încetează din viață la 4 iulie 1992 în Buenos Aires. Prin crearea ,,noului tango" (tango nuevo), Piazzolla revoluționează acest gen muzical într-o formă colorată, cu un limbaj ritmic original, spirit puternic dramatic și pasional. Compozițiile sale au intrat în repertoriul marilor orchestre cu participarea unor interpreți renumiți. El a demonstrat că tangoul poate fi expresia eternă a spiritului uman. 
Totuși trebuie spus faptul că, pe lângă multele aprecieri elogiative din ultimele decenii (la adresa sa, ca artist muzician cât și a noii sale muzici), Piazzolla a primit (în special la începuturile noului gen/stil muzical de tango nuevo al cărui creator a fost) din partea ''tradiționaliștilor'' de tango numeroase critici (s-ar zice, întemeiate) că el ar fi ,,ucis tangoul''. În Argentina a fost o vreme când Piazzolla era insultat în public, pe stradă! Se pare că i-au fost adresate chiar și amenințări cu moartea fizică. În prezent, însă, este mult mai popular și îndrăgit. ,,Lupta'' pare să se fi încheiat de mult. Totuși, ,,voci'' contestatoare mai există și astăzi.